# Мовилени (Васлуј)
Мовилени (рум. Movileni) насеље је у Румунији у округу Васлуј у општини Коројешти. Oпштина се налази на надморској висини од 149 m.

## Становништво
Према подацима из 2002. године у насељу је живело 244 становника, од којих су сви румунске националности.